# Olwisheim
Olwisheim település Franciaországban, Bas-Rhin megyében. Lakosainak száma 490 fő (2022. január 1.). Olwisheim Brumath, Berstett, Bilwisheim, Eckwersheim és Mittelschaeffolsheim községekkel határos.

## Népesség
A település népességének változása:
| Lakosok száma | 494  | 489  | 500  | 498  | 498  | 500  | 501  | 496  | 490  |
|               | 2013 | 2015 | 2016 | 2017 | 2018 | 2019 | 2020 | 2021 | 2022 |